# Haus Trancauna

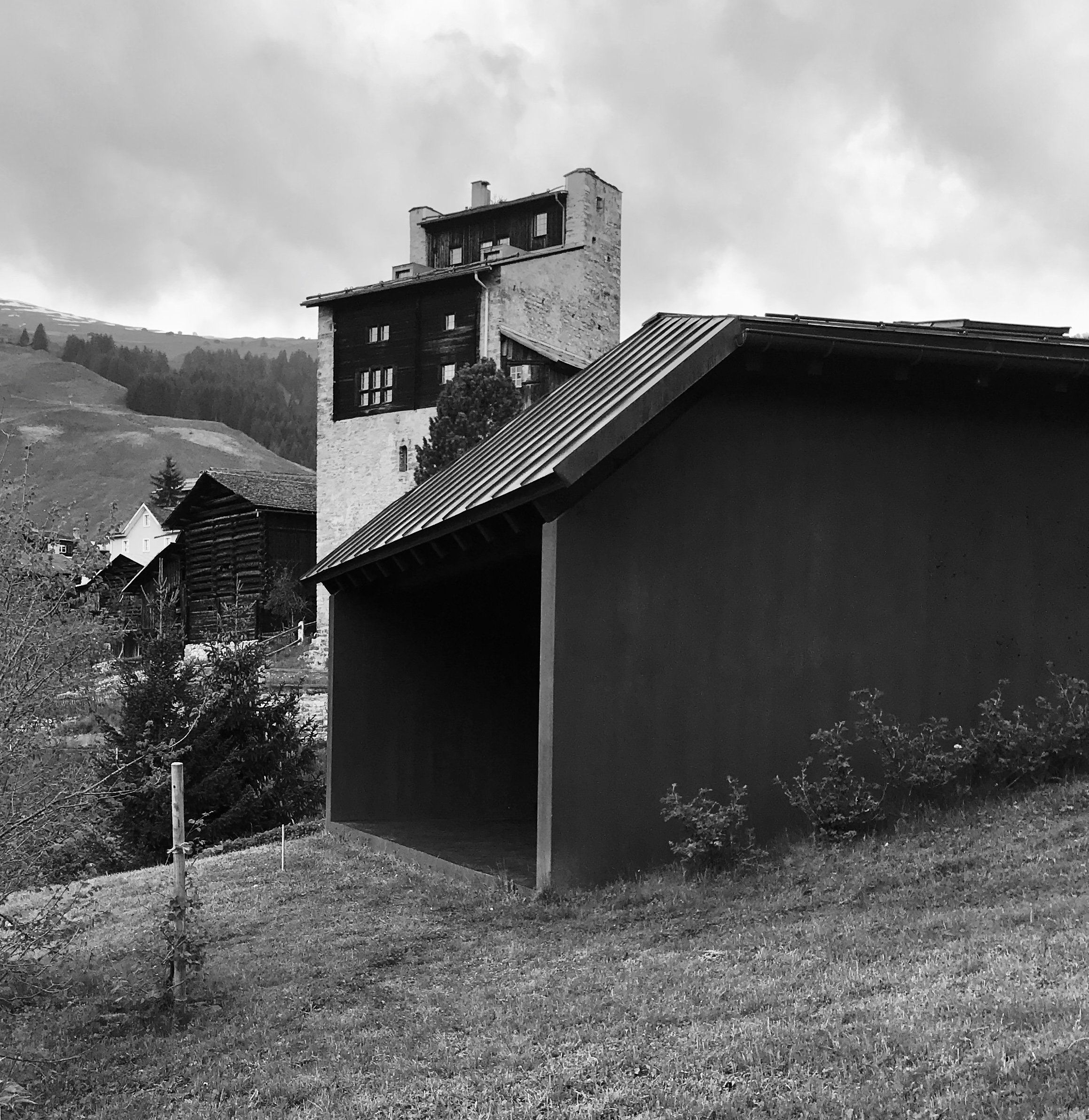
Haus Trancauna, Südfassade (im Hintergrund der Wohnturm Chisti)

Das Haus Trancauna ist ein modernes Ferienhaus am Südrand des Dorfes Lumbrein im Val Lumnezia im schweizerischen Kanton Graubünden.

## Lage
Das Wohnhaus liegt abseits der Hauptverkehrsstrasse in zweiter Reihe in der Sut Baselgia 16A. Eingetieft in den Hang ist es durch seine Farbigkeit schwer erkennbar. Die nach Süden hin geschützte Loggia ist zugleich der Eingang.

## Geschichte und Architektur

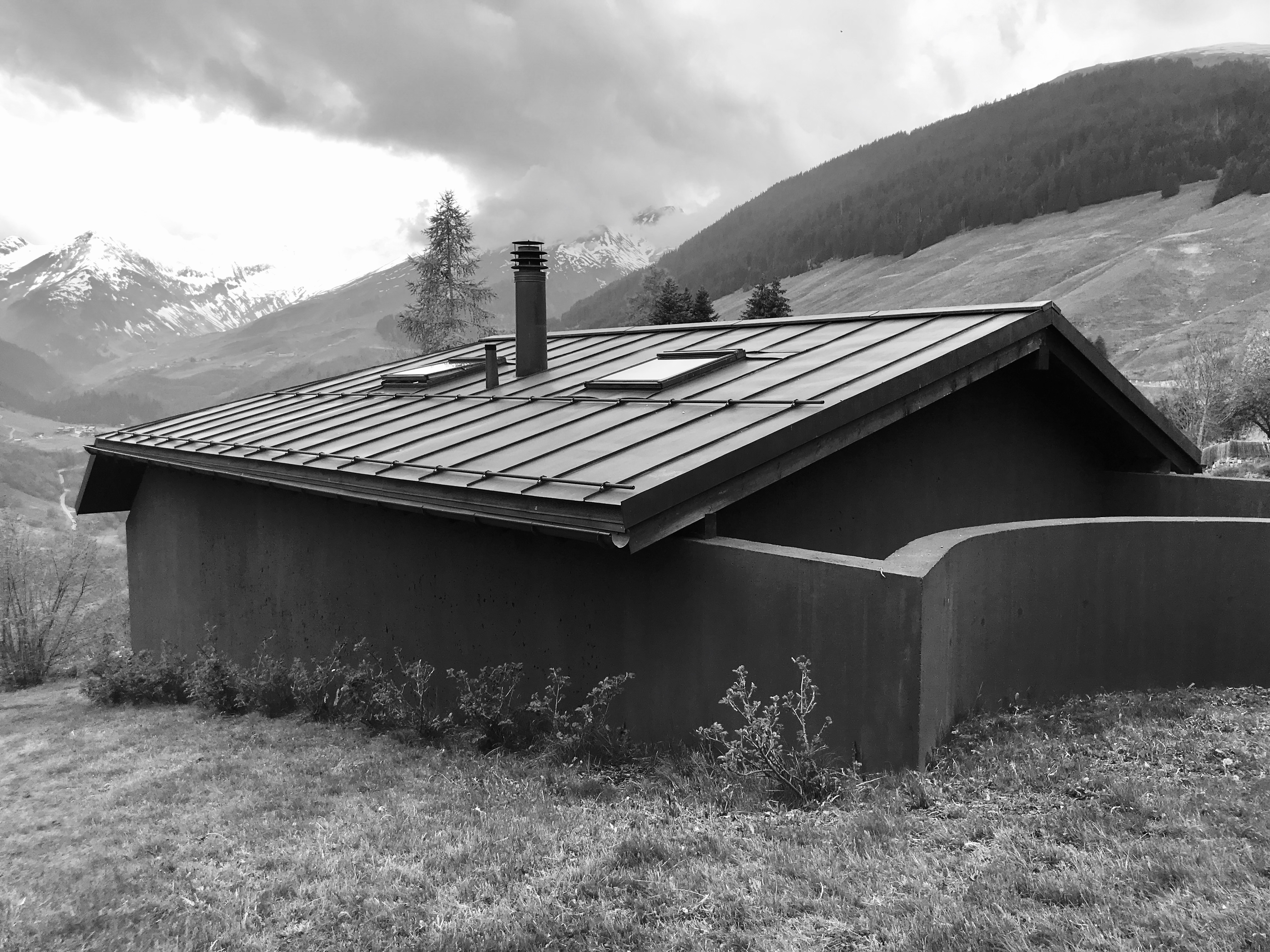
Nordansicht

Die lineare Sequenz im Erdgeschoss bilden die Loggia, der Wohnbereich und der geschützte Hof. Schlafräume sind im Dach untergebracht. Ein Fenster über der Küchenzeile ermöglicht einen Blick auf den mittelalterlichen Wohnturm Chisti, der zwischen 1969 und 1970 von Peter Zumthor zusammen mit Jürg Buchli umgebaut wurde. Die dunkelbraun lasierten Betonwände, die den Innenraum extrovertiert machen, bilden einen Kontrast zum hellen Licht der Berglandschaft. Trancauna entstand in den Jahren von 2006 bis 2010. Entworfen wurde der Sichtbeton-Baukörper von Meinrad Morger und Fortunat Dettli. Die Churer Ingenieure Conzett Bronzini Gartmann zeichneten verantwortlich für das Tragwerk.

## Preise
- 2014: Jurypreis – Das beste Einfamilienhaus[3]
- 2014: Sonderpreis – arc award[4]